# Microcina
Genre
Microcina est un genre d'opilions laniatores de la famille des Phalangodidae.

## Distribution
Les espèces de ce genre sont endémiques de Californie aux États-Unis.

## Liste des espèces
Selon World Catalogue of Opiliones (08/10/2021) :
- Microcina edgewoodensis Briggs & Ubick, 1989
- Microcina jungi Briggs & Ubick, 1989
- Microcina leei Briggs & Ubick, 1989
- Microcina lumi Briggs & Ubick, 1989
- Microcina potrero Ubick & Briggs, 2008
- Microcina sanbruno Ubick & Briggs, 2008
- Microcina stanford Ubick & Briggs, 2008
- Microcina tamalpais Ubick & Briggs, 2008
- Microcina tiburona (Briggs & Hom, 1966)

## Publication originale
- Briggs & Ubick, 1989 : « The harvestmen family Phalangodidae. 2. The new genus, Microcina (Opiliones, Laniatores). » The Journal of Arachnology, vol. 17, no 4, p. 207–220.